# Fullmånenätter
Fullmånenätter (franska: Les Nuits de la pleine lune) är en fransk dramafilm från 1984 i regi av Éric Rohmer, med Pascale Ogier, Tchéky Karyo och Fabrice Luchini i huvudrollerna. Den handlar om en man och en kvinna där mannen känner sig stadgad i en lugn förort medan kvinnan vill bo i centrala Paris; som kompromiss skaffar de en övernattningslägenhet i Paris åt kvinnan, med problematiska förvecklingar som följd. Det är den fjärde delen i sviten "comédies et proverbes", "komedier och ordspråk", som består av sex stycken filmer från 1980-talet.
Filmen gick upp på fransk bio 29 augusti 1984. Sverigepremiären ägde rum 4 oktober 1985.
Ogier vann priset för bästa skådespelerska vid filmfestivalen i Venedig 1984. Filmen nominerades till Césarpriset för bästa film, regi, originalmanus, kvinnliga huvudroll (Ogier) och manliga biroll (Luchini).

## Medverkande
- Pascale Ogier som Louise
- Tchéky Karyo som Rémi
- Fabrice Luchini som Octave
- Virginie Thévenet som Camille
- Christian Vadim som Bastien
- László Szabó som målaren på kaféet
- Lisa Garneri som Tina, barnvakten
- Mathieu Schiffman som Louises dekoratörvän
- Anne-Séverine Liotard som Marianne
- Hervé Grandsart som Rémis vän Bertrand
- Noël Coffman som Stanislas